# Valtteri Bottas
Valtteri Bottas (28 d'agost de 1989, Nastola, Finlàndia) és un pilot de curses automobilístiques. Actualment competeix Temporada 2022 de Fórmula 1 amb l'escuderia Alfa Romeo Sauber F1 Team.

## Trajectòria

### 2013: Un debut complicat
L'any 2013 debutà en el mundial de Fórmula 1 amb l'escuderia Williams F1 Team. El finès ja va ser provador de l'escuderia de Grove l'any anterior, participant en diverses sessions d'entrenaments lliures, abans de donar el salt com a titular.
El 2013 de Valtteri va ser complicat. Amb un cotxe molt poc competitiu, ell i el seu company d'equip Pastor Maldonado no van poder fer gaire cosa. El finès va obtenir una onzena plaça a Malàisia com a millor resultat abans de l'aturada estiuenca, mentre que Pastor va puntuar a Hongria amb una desena plaça. Bottas va sorprendre a la ronda classificatòria del Gran Premi del Canadà, quan va obtenir una increïble tercera posició en una sessió passada per aigual. El dia següent a la cursa el finès no va poder mantenir el ritme i va anar caient posicions, acabant en una poca satisfactòria catorzena plaça. Els seus primers punts van arribar al Gran Premi dels Estats Units, al classificar-se novè (passant a la Q3 per segona vegada) i acabar vuitè a la cursa. FInalment, el de Nastola va acabar la temporada com el dissetè classificat, superant el seu company Pastor Maldonado.

### 2014: Primers podis i milloria de Williams

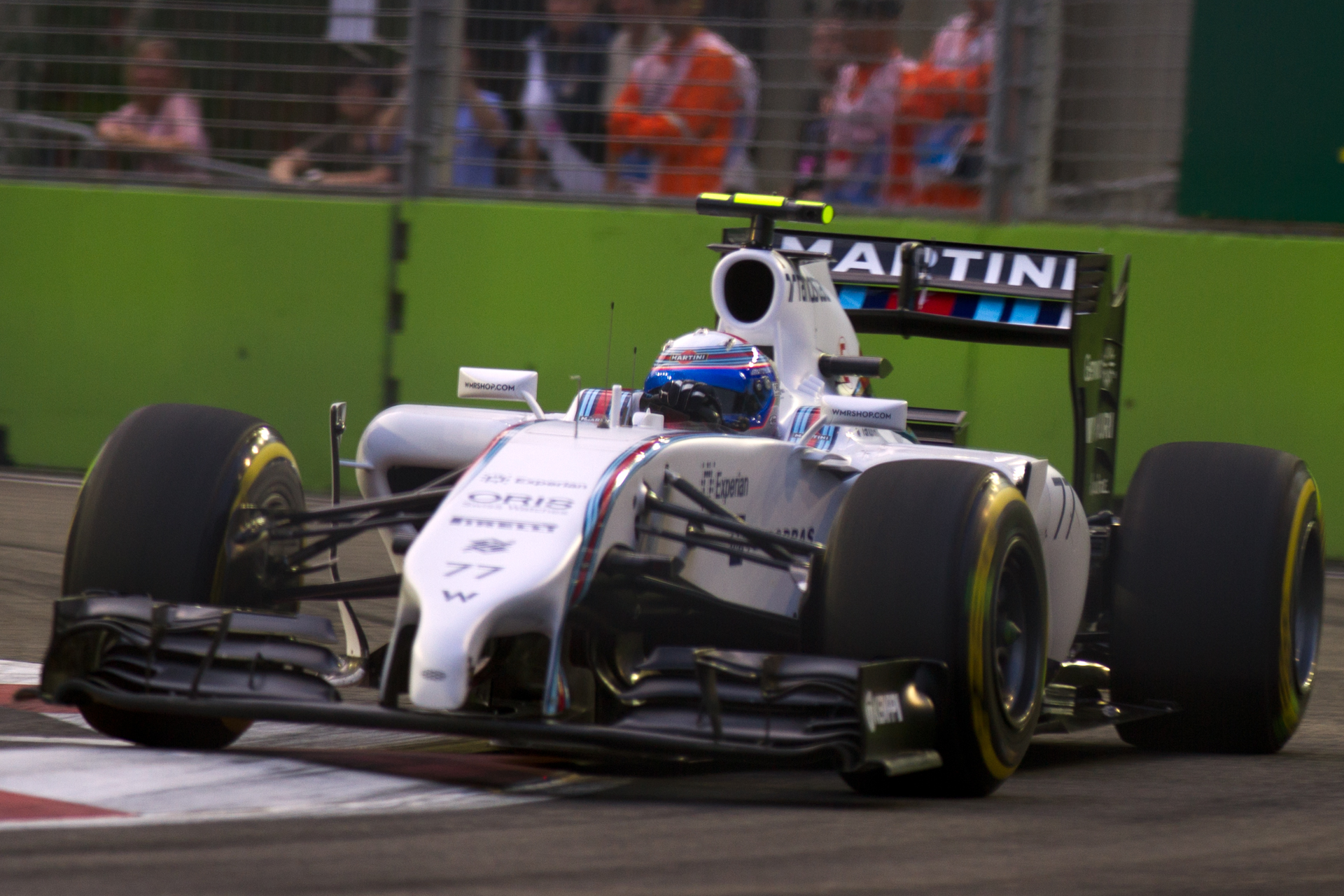
Bottas a Williams al Singapur 2014

Després d'una primera temporada a la Fórmula 1 complicada, les coses van millorar substancialment el 2014. Williams va fitxar a Felipe Massa com a substitut d'un Pastor Maldonado que marxava cap a Lotus per ocupar la plaça de Kimi Räikkönen, qui havia sigut fitxat per Ferrari. També l'estructura britànica va canviar-se als motors Mercedes, deixant de banda a Renault A la pretemporada, es va veure a una Williams renovada, marcant registres molt prometedors gràcies a la seva unitat de potència.
AL Gran Premi d'Austràlia Williams va confirmar el seu pas endavant, aconseguint col·locar els seus dos cotxes a la Q3, però Bottas fou sancionat amb la pèrdua de 5 posicions per canviar la seva caixa de canvis, partint així en quinzè lloc. Ja en cursa, Felipe Massa es va accidentar amb Kamui Kobayashi, però Valtteri va obtenir una destacable sisena plaça (posteriorment va pujar al cinquè a causa de que van desqualificar a Daniel Ricciardo per usar més combustible del permès), donant esperances a una WIlliams que venia d'un 2013 molt difícil. En les següents 4 curses el finès va acabar dins del top 10 de manera regular, acabant cinquè de nou a Espanya després de rodar tercer en la primera part de la cursa. A Mònaco va haver de retirar-se per una falla del motor i al Canadà va obtenir una setena plaça abans de donar la sorpresa aÀustria. A la classificatòria, els 2 Willams van classificar-se en primera línia (Massa primer i Bottas segon). Ja en cursa, els Mercedes van ser més ràpids i es van emportar el doblet, però Valtteri va acabar la cursa en una gran tercera plaça, obtenint el seu primer podi a la Fórmula 1. El finès pujaria al podi en les dues següents curses, a Silverstone va remuntar des del catorzè fins al segon lloc i a Hockenheim va retenir a Lewis Hamilton darrere seu per acabar segon. Obtindria tres podis més a Bèlgica, Estats Units i Abu Dhabi. Bottas va resultar quart a la classificació general, per davant del seu company d'equip Felipe Massa, que va resultar setè i ajudant a Williams a acabar la temporada en un destacable tercer lloc en constructors.